# Outeniquabergen
De Outeniquabergen zijn een gebergte in de provincie West-Kaap van Zuid-Afrika. De bergreeks strekt zich ongeveer over 100 kilometer uit vanaf de Keurboomsvallei in het oosten tot even ten noorden van Mosselbaai in het westen. De bergrug loopt ten zuiden van de Swartberge, evenwijdig aan de kust van de Indische Oceaan op een afstand die wisselt tussen 15 en 35 km. De Outeniquapas vormt het middendeel ervan  met de Tsitsikammabergen aan de oostkant en de Langeberg aan de westkant. De reeks begint bij de Gouritsrivier en eindigt bij de Prins Alfredpas. Die N12 is de enige nationale weg die de Outeniquaberge doorkruist.
Cradockpiek (1.583 m) vormt het hoogste punt van de Outeniquabergen. Net achter de plaats George liggen de Georgepiek (1,327m) en Van Dalenspiek. De droge vallei tussen de Outeniquaberge en de Swartberge staat bekend als de Kleine Karoo. Door een kloof in de bergen bij Herbertsdale bereikt de Gouritsrivier de kuststreek om bij de badplaats Gouritsriviermond in zee uit te monden. Tussen de bergen en de kus ligt de Tuinroete. 
Op verschillende plaatsen zijn er op de lagere hellingen dennen aangeplant. De Outeniqua- en de Robinsonpas verbinden de kuststreek met het achterliggende binnenland. Ook de oudere Montagupas verbindt George met de Klein Karoo. De oudste route, die inmiddels goeddeels in onbruik geraakt is loopt via de Cradockpas. De naam Outeniqua stamt uit een taal van de Khoi en volgens de overlevering betekent het man beladen met honing